# ブイブイブイテューヌ
『ブイブイブイテューヌ』（英：Neptunia Virtual Stars）は、コンパイルハートより2020年8月6日に発売されたPlayStation 4用ゲームソフト。2021年3月30日にはSteam版が配信された。

## 概要
本作は『ネプテューヌシリーズ』生誕10周年記念プロジェクトの第1弾で、バーチャルYouTuber（以下、VTuber）とのコラボレーションを前面に押し出している作品。コラボ対象であるVTuberたちは非常に数が多く、動画で再生されるなど演出面でかなり力が入れられている。
本作の製作協力にじん（自然の敵P）を招き、本作において誕生したバーチャルアイドルユニット「MEWTRAL」のデビュー作品でもある。
10周年記念であるためか、外部データによるアイテム作成（超次元ゲイム ネプテューヌ）、立ち絵が3D（超次元ゲイム ネプテューヌmk2）、レアリティ付きコレクション（新次元ゲイム ネプテューヌVII）、音ゲー（神次元アイドル ネプテューヌPP）、音楽要素の活用（オメガクインテット）、様々なゲームジャンルの利用（Death end re;Quest）、キャラ名＋副詞によるレアリティ（ねぷねぷ☆コネクト カオスチャンプル）など、過去作で見られた要素がリファインされて導入されている。
「炎上」「エアプ」「フェイスブック」「ツイッター」「なろう小説」など、色々な理由でネット上で目にしやすい・話題に挙がりやすい要素が敵である「アンチ」として出現する。名称とは異なり、決してネガティブな要素のみが敵となっているわけではない（割合としては多いが）。
ロード画面では、ランダムでゲストVTuberによる自己紹介などの動画が展開される（救出状況とは無関係）。台本はないらしく、目安の時間だけ伝えられて内容は各々の自由となっている。そのため、長さに差があったり、冒頭から動画視聴後のお礼を入れているVTuberや自分がどこ所属の何者であるかすら伝えずに終了してしまっているVTuberもいたりする。動画はロード完了後であれば任意にスキップできる。
また、一部のVtuberは複数人で出演しているものがあり(ゲストVTuberの項を参照)、一緒に出演しているVtuberはどちらの紹介でも同一の動画となっている。
運営側の諸事情で活動の維持が困難となり、2022年2月28日を以てMEWTRALの無期限活動休止を発表した。

## システム

### 戦闘
概要
ジャンルは特定の場所に接近すると敵が出現する固定エンカウント式のアクションゲーム。シンボル式ではないため、どこで現れるかは一度接近して見ないと分からない。
敵が出現するとシームレスで戦闘に突入する。バトルフィールドから離れると即座に逃亡となるが、再度接近すると残存している敵と再戦闘となる（敵LIFEは全回復）。一度撃破した敵はしばらくの間出現しなくなる。
R1ボタンと○・△・□を組み合わせることで決まったMPを消費してスキルを発動できる。スキルはレベルアップで習得し、任意に変更することが可能。また、使用し続けると熟練度が上昇して効果が上がる。また、R1＋×で隙だらけにはなるもののLIFE・MPを回復できる。
MPは主に時間経過で回復する。最大値はステージ中にアイテムを使うかVTuberの「トドメエクスキュート」を決めるかすることで、そのステージを離脱するまで一時的に増加する。
フィールドには所々にモニターがあり、救出済みVTuberによる応援や注意喚起が行われる。このモニターに対して攻撃を当てると、アイテムがもらえたりする。
操作キャラ切り替え
チュートリアル中盤から、R1とL1を同時押しすることで操作タイプが守護女神かVTuberかを切り替えることができる。またL1を押しながら○・△・×・□で操作キャラを切り替えられる。各切り替えのデメリットは特になし。
回復アイテムは共通仕様のものと守護女神とVTuberのどちらかにしか作用しないものがある。VTuberは個別にLIFEが設定されているが、コンビ単位で回復する。
守護女神
特性の異なる銃とブーストを使用でき、高速で動き回りながら遠距離攻撃が可能。ブーストは一定時間で終了するが、ゲージなどはなく即座に再使用可能。HPはゲージ式で、四人で共有する。
攻撃すると敵のゲージがたまっていき、最大までたまるとスタン状態にしたり特定の攻撃を封じたりができる。
特定の敵をロックできないが、L2ボタンを押し続けると集中によってターゲットサイトが拡大し、照準の追従性が増す。
機動性が高く逃げ回りながら攻撃できるため扱いやすいが、ブースト速度以上の敵相手では被弾しやすい。また、LIFEの増加はVキューブに限定され、VTuberなら1桁ダメージの攻撃でもLIFEゲージが減少してしまうため、連続ヒット攻撃に弱い。
VTuber
キャラごとに武器が異なり、その特性も様々。ブーストができないため距離を取るのは苦手だが、いわゆるジャスト回避に成功すると少しの間スキルが使い放題になる。未操作の相方も戦闘に参加してくれる（未操作側も攻撃を受ければLIFEが減少するため、放っておくとやられてしまう）。
スキルでとどめを刺すと「OVER FLOW」と表示されて少しの間消滅せずに残る。この時、R2を押すことで止めの一撃「トドメエクスキュート」を放ってとどめを刺し、HP・MPの回復とMPの最大値上昇という恩恵が得られる。
L2でロックオンすることができ、攻撃が自動でそちらに向かうようにできる（カメラの追従などはなし）。また、敵ごとに弱点となるVTuberが決まっており、ロックすることで操作キャラが弱点か否かを判別できる。
慣れが必要なものの、ジャスト回避・弱点・トドメエクスキュート・2人戦闘など、システム上の幅が広い。
VTuber（DLC）
DLCの斗和キセキとキズナアイの基本システムは他のVTuberと同じだが、相方はいないため1人で戦う事になる。アナザーストーリーでは守護女神や他のVTuberがいないので交代できない。
ゲストVTuber
作中には現実世界から召喚されたものの合流に失敗したVTuberたちが捕まっており、救出することでゲストとして協力してくれる。本人は現実世界へ帰還しており遠隔的なサポートとなるが、アンチに物を盗られたりしているため完全に離れているわけではない模様。
ゲストVTuberが解禁された後、タッチパネルから専用ゲージを消費してランダムで救出済みのゲストからサポート効果を受けられるようになる（有料DLCにて固定化が可能）。また、サポート効果時やランダムで画面右側に彼女たちの動画が表示されるようになっている。
ゲージが最大までたまっていると敵を一方的に攻撃できる「エモーショナルオーバードライブ（EOD）」が発動する。この際、攻撃を当て続けるとスロットが発生し、出目によってアイテムが獲得できる。また、女神は女神化し、VTuberは衣装チェンジをする。
MVバトル
各エリアのボス戦で行われる特殊戦闘。基本的には通常のものと変わらないが、Vアイドルたちによる歌唱＆歌詞の表示といった音楽演出と専用のシステム「サウンドゲージ」「サウンドステータス」が導入される。
サウンドゲージはサウンドステータスとともに左下に表示される。ダメージを与えたり攻撃を回避したりするとたまり、最大になると「レゾナンスモード」に移行できる。レゾナンスモードではEODと違って一方的ではないものの、プレイヤーに有利な状況で戦闘ができる他、条件を満たすと追加攻撃であるフィニッシュドライブを放つことができる。
MVバトルでは音楽がどこを再生しているかによって敵有利・味方有利・味方にバフといった効果が発生する。現在の有利不利を表示するのがサウンドステータスである。つまり、敵味方の有利・不利が定期的にサイクルするようになっており、それを視覚的に把握して立ち回ることが可能。
戦闘中、攻撃を当てたりすると四色の結晶のようなものがばらまかれる。これを破壊すると、色に応じて敵にダメージ・HP回復・サウンドゲージアップといった恩恵が得られる。
装備
装備品は主にVキューブとMOEアクセの2つあり、前者は5つ、後者は3つ、各キャラに装備できる。
Vキューブは解放されたVTuberたちの残留思念が宿ったキューブ状の物体。攻撃力やHPなどのステータスを強化できる。熟練度上昇量アップなど特殊な効果を持つものもあるが、LIFEが減少してしまったりというデメリット持ちが多い。LIFEの増減は女神のものとVTuberのものが個別に設定されており、女神用LIFE増減効果はVTuberに適用されず、その逆もしかり。拠点で強化することが可能な他、名称の頭に言葉がつくとレアリティとともに性能が向上する。
MOEアクセは従来の外見パーツだが、今回は装着し続けることでアビリティが解放されるという強化アイテム要素を持つ。一部の装備はアビリティがロックされており、アクセショップを解放するとアンロックできるようになる。また、後述するBeatTikにも影響する。装備位置・角度・サイズの変更も可能。本作は立ち絵も3Dであり、当然会話シーンでも反映される。
これらの装備にはレアリティが設定されており、当然高レアリティのアイテムは高い性能を持つ。

### 拠点
「クラウド」と「ネオチューブ広場」を拠点として活動している。
また、両方の拠点では、お金に当たるエモーショナルスフィアの引き出し、預け入れや、DLCの受け取りが可能となっている。

#### クラウド
フェアが管理する惑星EMOの脳の役割を果たす施設であり、ネプテューヌ達の活動拠点である。
キャラクターと会話や、探索フィールドへのアクセス、いままでに集めたコレクションの閲覧が可能である。

#### ネオチューブ広場
最初のステージであるネオチューブクリア後に解放される。
施設利用に必要な「ドウガストーン」「ライブクリスタル」「ボナコイン」は、ステージ上のオブジェクト破壊や敵の撃破でランダムで入手できる。
アナザーストーリーでは一部の施設が利用できなくなる制限がある。
ベースリバイブ
お金を消費して街を再生し、各種施設の建築やランクアップによる品ぞろえの拡充を図ることができる。
再生できる施設はストーリー進行で増える。ランクアップはストーリーによる制限はなく、お金さえあれば最大の5ランクまで一気に上げることも可能。
ストーリー進行で下記の施設が使用可能になる他、街頭テレビではVTuberたちの通常の動画が放送されている。
BeatTik
いわゆる音ゲー。テンポよく上下左右・○△×□ボタンのいずれかを押すという簡単なもので、音楽に合わせる必要はない。攻略には影響しないおまけ要素。画面上ではキャラが踊る。実行にはライブクリスタルというアイテムが必要。DLCの斗和キセキとキズナアイはBeatTikに参加できない。
アイテムとしてダンスモーションが入手できる場合があり、入手したモーションはR1/L1＋8ボタンに割り当てて実行できる。また、音楽ディスクを入手していればその音楽を使用することができる。
タイミングよくボタンを押していくことで、アイテムやエモーショナルスフィアが入手できる。
得点を稼ぐことでランクが上昇し、曲やステージなどがアンロックしていく。得点はMOEアクセによって補正が発生するようになっている。
音ゲー要素やUIを排除し、純粋に音楽に合わせて踊るキャラを楽しむこともできる。また、録画することで後述するドウガバトラーにも使用できる。
アイテムショップ
回復アイテム等を購入することができる。
Vキューブショップ
救出済みのVtuberのVキューブを購入したり、DPを消費して所持しているVキューブを強化することができ、所持しているVキューブ、アンチを倒した時に手に入るマテリアルをDPに変換することができる。
Moeアクセショップ
Moeアクセを購入したり、ロックされているアビリティの解放、消去が可能である。
VV-NETWORK(掲示板)
住民からの簡単な依頼を受けられる「ポイットリクエスト」の他、以下の機能が使用できる。
Vtuber捜索コミュ
ボナコインを消費して惑星EMOの住人にVキューブの捜索を依頼することができる。
捜索方法は、救出済みのVtuberのVキューブの捜索を依頼する「キューブ指定捜索」と、指定捜索より多く消費するが、救出してないVtuber(情報が出ない場合もある)も含めて捜索を依頼する「キューブガチ捜索」の2つがある
フレンズオーダー
いわゆるクエスト。依頼主は救出済みのVTuberたちで、依頼時や報告時にはそれに合わせた動画が展開される。
バーチャルこれくしょん
VTuberが描かれているカードを入手できる、いわゆるガチャによるカードコレクション。実行にはボナコインが必要。
集めることでVTuber側にステータスアップの恩恵が得られる。
ドウガバトラー
ネット上の動画や録画したBeatTikから、アイテムを生成できる。実行にはドウガストーンが必要。アイテム化に当たって動画を再生する必要はないが、気になる内容があればそのまま視聴することも可能。
生成したアイテムは「ヤバコレカード」となり、コレクションが可能。ヤバコレカードはアイテム、MOEアクセ、コンパカード（コンパイルハートの作品の登場人物が描かれているカードで、守護女神側にステータスアップの恩恵が得られるカード）のどれかに変換する。
最大限活用するためにはオンライン環境が必要となるが、オフラインのみでもBeatTikで利用することはできる。

## ストーリー
出典：
あらゆる次元のネットワークと隣り合わせに存在する電脳世界・ヴァーチャランドにある惑星EMOは、侵略者・アンチによってコンテンツを叩き潰され、終焉の危機を迎えていた。惑星EMOの電脳女神・フェアは、人々に魅力あるコンテンツを供給する存在を検索・召喚を決行するのだった。
その頃、ネプテューヌたちは四か国共同のゲームの祭典「ゲイムギョウ界ゲームショー」を訪れていた。貸し切りでプレイしたいという欲求で共謀したネプテューヌとベール、および宣伝になると判断した主催者側の都合で女神貸し切り状態となっており、四人で最新型の全身没入型のVRゲームをプレイすることに。しかし、いざプレイしようとすると、猛烈な眠気に襲われ、気が付くとフェアのいる中間領域「デュプリケイト」に飛ばされる。
一方、現実世界のネット内では新人VTuberであるミイとユウのコンビが新曲のゲリラ発表の準備をしていた。しかし、いざ本番に挑もうとした矢先、動画異常とともに二人は姿を消してしまった。
かくして、ゲイムギョウ界におけるカリスマにしてコンテンツの根源である守護女神と未来の希望溢れるVTuberを救世主として召喚したフェアは窮状を訴え、世界に残っていた可能性の塊「コンテンツの種」から生まれた武器とともに世界の救済を託すのだった。

## 登場人物
「声」は担当声優を指す。

### 守護女神
本作では今までとは異なり、従来のシリーズのユニのように銃火器を使用し、特定のシナリオ以外では女神化はできない。
ネプテューヌ / パープルハート
声 - 田中理恵
特性は連射。一発一発の威力は低めだが手数が多く、回数でフォローするタイプ。
ノワール / ブラックハート
声 - 今井麻美
特性は威力。ネプテューヌとは逆に、射程が短くテンポは遅めだが一発のクオリティが高い。
ブラン / ホワイトハート
声 - 阿澄佳奈
特性はチャージ。単発ではややインパクトのある質ではないが、高い爆発力を誇る。
ベール / グリーンハート
声 - 佐藤利奈
特性はスタン。一般的なスペックは及ばないものの、相手を痺れさせる攻撃は他に類を見ない。

### Vアイドル
本作オリジナルの我々のいる現実世界で活動しているVTuberたちだが、ヴァイス、リヒト、マウリ、キリは架空VTuber。いずれも担当声優は非公開。マウリとキリは非プレイアブルキャラクター。
ミイ
本作のVアイドルサイドの主人公の1人。ユウと共に新人Vアイドルユニット『MEWTRAL』を組み、Vアイドル（ヴァーチャルアイドル）を目指し日々活動をしている。性格は明るく感情豊かで前向きだが、がさつで適当な一面も持つ。使用武器は剣。
ユウ
本作のVアイドルサイドの主人公の1人。ミイの相方。普段はクールな雰囲気を装っているが、感情の起伏が激しいため、嬉しいことがあると崩れてしまうことが多い。毒舌を自然と発してしまう腹黒な一面も持つ。使用武器は弓矢。
ヴァイス
リヒトと2人組で活動しているVアイドル。高圧的な言い回しが多いが、根は優しい。劣勢になると弱気になり、よく泣き顔になる。アイドルとなることで、世界征服をしようと企んでいる。使用武器は鎌。
リヒト
ヴァイスの相方。性格は表向きは優しく心穏やかで天使的な包容力を持つが、その本性はサディストで、ヴァイスで遊び楽しんでいる。使用武器は杖から放つ魔法攻撃。
マウリ
キリと2人組で活動しているVアイドル。大雑把な性格だが、根はマジメで言いたいことははっきりと言う。
キリ
マウリの相方。普段は根暗な性格だが多重人格者であり、何かが切っ掛けで少しキザでクールな性格に切り替わる。

### 惑星EMO
フェア
声 - 上田麗奈
惑星EMOの電脳女神。守護女神とVアイドルを救世主として召喚した。真面目で慈愛に満ちた優しい性格だが、嬉しい時にはしゃいだり所々ミスをしたりと、おっちょこちょいな一面もある。惑星EMOに生まれたコンテンツを我が子のように思っており、それらがアンチに破壊されていく状況に心を痛めている。
外見は守護女神たちの姿同様、レオタード型の意匠となっている。
ノル
声 - 河野ひより
アイドル好きのマスコット。妹のディアと共に惑星EMOの一国『ネオチューブ』で暮らしている。アイドルのプロデューサーに憧れており、様々な知識をヴァーチャランド外のコンテンツから吸収している。
ディア
声 - 吉岡麻耶
ノルの妹。兄のアイドルオタクっぷりには手を焼いているが、いつか兄がプロデューサーとして活躍することを夢見ている。

### 惑星BUNBUN
スコキン
声 - 大本裕
惑星BUNBUNの有名配信者。現在配信者としては引退しており、とある事情で惑星EMOにやって来た。守護女神とVアイドル達を惑星EMOの人気者にするため、BeatTikによるダンス配信のプロデューサーを務める。元ネタは実在YouTuberのHIKAKIN。

### 惑星OWANDAL
カド
声 - 大地葉
本作の黒幕。財団Kに所属。アンチを率い、惑星EMOを滅ぼそうとする。
彼女も守護女神同様の格好をしている他、よく見ると髪型がフェアに似ている。
HERO（ヘーロ）
声 - 鳴海崇志
カドの補佐を行う作戦担当。下卑た笑みを思わせる浮遊する無機質な頭部で、外見に違わず下卑た性格。
笑笑のドゥガ
惑星OWANDALの実行幹部「OWANDAL八魂衆」の一人で、惑星EMOのネオチューブ侵略担当。
孤高の飯食い グルマン
惑星OWANDALの実行幹部「OWANDAL八魂衆」の一人で、惑星EMOのクックニア侵略担当。
ノベライザーNARO
惑星OWANDALの実行幹部「OWANDAL八魂衆」の一人で、惑星EMOのノベリア侵略担当。
大炎鳥フレイバード
惑星OWANDALの実行幹部「OWANDAL八魂衆」の一人で、惑星EMOのツウィニア侵略担当。
成功神ディ・ウォーカー
惑星OWANDALの実行幹部「OWANDAL八魂衆」の一人で、惑星EMOのゲミニオン侵略担当。

### アナザーストーリーの登場人物
コピィ
声 - MAKIKO
DLC「アナザーストーリー・斗和キセキ」に登場する強い自我を持ったアンチ。
HOLY（ホーリ）
声 - 時永ヨウ
DLC「アナザーストーリー・キズナアイ」に登場するHEROと似た姿をした存在。HEROと共にある計画のために暗躍し、それに巻き込まれたキズナアイは最終的には存在が完全消滅する特殊な空間に捕獲される。

## ゲストVTuber
出典：
いるはーと
コンパイルハート所属の非公式VTuber。曰く、別会社扱いでオファーが来たとのこと。他のVTuberとは異なり、ゲーム本編でネプテューヌ達に深く関わるようになる。
斗和キセキ
配信されたDLCでプレイアブルキャラクターとして使用可能。使用武器は自身の背中に背負っている△を投擲武器として使う。ゲーム本編では序盤にて何者かに攫われてしまい、以降の存在は一切触れられておらず、DLCで追加されたアナザーストーリーのみで語られる。
キズナアイ
配信されたのDLCでプレイアブルキャラクターとして使用可能。使用武器はリヒトと同じく杖だが、射出されるのはハート。DLCで追加されたアナザーストーリーは本編終了後の物語のため、彼女のみゲーム本編での存在は一切触れられていない。

### ホロライブ
女性VTuber事務所『ホロライブ』の所属VTuber。
ときのそら

ロボ子さん

さくらみこ

白上フブキ

湊あくあ

癒月ちょこ

戌神ころね

白銀ノエル

宝鐘マリン

### ReVdol!
バーチャルアイドルプロジェクト『ReVdol!』のバーチャルアイドル。
イザベラ・ホリー

カティア・ウラーノヴァ

モーシィ

ローズ・バレット

神宮司玉藻

李清歌

### 電子妖精プロジェクト
『電子妖精プロジェクト』の所属VTuber。
光矢輝

香桃紅

流琉蒼

花草ふしぎ

狐火白乃

狐火黒乃

### ゲーム部プロジェクト
VTuberグループ『ゲーム部プロジェクト』のメンバー。
夢咲楓

風見涼

桜樹みりあ

道明寺晴翔

### あおぎり高校
VTuberグループ『あおぎり高校』のメンバー。
ロード画面では、3人一緒に出演している
音霊魂子

水菜月夏希

石狩あかり

### ホラーアカデミアン
魔界のホラー専門タレント事務所『ホラーアカデミアン』の所属VTuber。
メドウィン・トリス

アサクラ・ピース

岩清水ことこ

### WACTOR
『WACTOR』の所属VTuber。
ヒヅキミウ

ミツルギリア

コグレピヨコ

### インサイド
『iNSIDE』の所属VTuber。
インサイドちゃんMark1

インサイドちゃんMark2

THEe / インサイドちゃんMark3

### 朝ノ姉妹ぷろじぇくと
VTuberユニット『朝ノ姉妹ぷろじぇくと』のメンバー。
ロード画面では、2人一緒に出演している。
朝ノ瑠璃

朝ノ茜

### その他
上記以外のVTuber。公式では「個性豊かなVTuberたち」として紹介されている。
赤月ゆに

魔王マグロナ

兎鞠まり

届木ウカ

シフィール・エシラー

天神子兎音

ピンキーポップヘップバーン

犬山たまき

響木アオ

甲賀流忍者ぽんぽこ
ロード画面では、ピーナッツくんと一緒に登場する。
ピーナッツくん

バーチャルハート様
関連DLCが2023年7月31日に配信停止。
孤高の悪夢-ナイトメア-

### SHOWROOM出演争奪イベント入賞枠
SHOWROOMにて行われた本作の出演争奪イベントにて入賞し、出演が決定したVTuber。
紡音れい

水瀬しあ

一条アリア

白雪ましろ

## 主題歌
歌はMEWTRAL、作詞と作曲はじんによる。
「∞（unlimited）」
オープニングテーマ。編曲はじん。
「パラレルロード」
エンディングテーマ。編曲はじんとzukio。

## スタッフ
出典：
- クリエイティブ協力 - じん（自然の敵P）
- プロデューサー - 東風輪敬久
- ディレクター - 石倉郁也
- キャラクターリファイン・デザイン - 平野克幸
- キャラクター原案
  - ネプテューヌ - つなこ
  - MEWTRAL - じん×沙雪(ZOWLS)